# Платоново
Плато́ново (рос. Платоново) — село у складі Шалинського міського округу Свердловської області.
Населення — 741 особа (2010, 680 2002).
Національний склад станом на 2002 рік: росіяни — 99 %.